# ياسوهيرو هيجوتشي
ياسوهيرو هيجوتشي (باليابانية: 樋口 靖洋) (مواليد 5 مايو 1961)، هو لاعب كرة قدم ياباني متقاعد.

## وصلات خارجية
- ياسوهيرو هيجوتشي على موقع قاعدة بيانات كرة القدم.إي يو (الإنجليزية)
- ياسوهيرو هيجوتشي على موقع Soccerway.com (الإنجليزية)
- ياسوهيرو هيجوتشي على موقع عالم كرة القدم.نت (الإنجليزية)

- J.League Data Site (باليابانية)